# Zéruselem
A matematikában a zéruselem egy általánosítása a nulla számnak más algebrai szerkezetekre. Ezek az általánosítások néha teljesen visszavezethetőek az ugyanarra a koncepcióra, néha nem feleltethető meg ilyen kapcsolat egyértelműen.
Egy lehetséges formális definíció a következő: adott egy {\displaystyle U} halmaz és egy {\displaystyle *:U\times U\mapsto U} kétváltozós (bináris) művelet.
Tehát bármely a,b ∈ U elemekhez tartozik egyetlen *(a,'b) = a*b = c ∈ U elem. Ekkor az z ∈ U elem zéruselem a * bináris műveletre nézve, ha tetszőleges x ∈ U elemre érvényes: x*z = z*x = z.
Egy másik definíció a grupoid-transzláció fogalmára alapoz: eszerint a z ∈ U elem akkor neutrális eleme az (U,*) grupoidnak, ha a z elemhez tartozó Tj z és Tb z jobb oldali és bal oldali transzlációk egyaránt az U feletti, minden elemhez z-t rendelő konstans függvénnyel egyenlőek, azaz ha tetszőleges x ∈ U elemre Tj z (x) = z és Tb z(x) = z. Minthogy Tj z (x) := x*z és Tb z (x) = z*x, ez tényleg az előző definícióval ekvivalens.

## Egyértelműség
A zéruselem egyértelmű (legfeljebb egy van belőle az alaphalmazban). Ugyanis ha z,'u ∈ U zéruselemek, akkor z*u = u*z = z; mivel z zéruselem; és z*u = u*z = u, mivel u is zéruselem, így z = u.

## Additív neutrális elemek
Az additív neutrális elem az összeadás neutrális eleme. Ez az elem teljesíti a 0 + x = x. egyenletet. Példák ilyen elemekre, különböző rendszerekben:
- A nullvektor a vektor összeadásban.
- A nullfüggvény vagy null leképezés, tehát a z(x) = 0, a függvények összeadásánál, (f + g)(x) = f(x) + g(x), mivel z + f = f.
- Az üres halmaz a halmazok összeadásában.
- Egy üres szummafügvény.
- Egy initial object a kategóriaelméletben.

## Abszorbáló elemek
Az abszorbáló elemek a szorzás során „elnyelik” a másik operandust, vagyis 0 × x = 0.
- Az üres halmaz, amely elnyeli az elemeket a Descartes-szorzat során, mivel {} × S = {}
- A nullfüggvény vagy null leképezés, tehát: z(x) = 0, a függvények szorzása során, (f × g)(x) = f(x) × g(x), mivel z × f = z.

A legtöbb abszorbáló elem additív neutrális elem is, pl.: az üres halmaz és a null függvény.

## A legkisebb elem
A legkisebb elem a részbenrendezett halmazban vagy egy hálóban tekinthető zéruselemnek is, és 0-val vagy a ⊥ jellel jelölik.

## Zéró modulus
A zéró modulus egy olyan modulus, ami egyetlen elemet tartalmaz: az additív neutrális elemet. A zéró modulus modulus, mivel zárt gyűrűt alkot az összeadásra és a szorzásra nézve.

## Zéró ideál
A zéró ideál egy {\displaystyle R} gyűrűben a {\displaystyle \{0\}} ideál, tehát egy olyan részhalmaz, ami csak az additív neutrális elemet tartalmazza.

## Nullmátrix
A nullmátrix egy olyan mátrix, amelynek minden eleme nulla. Példák nullmátrixokra:
{\displaystyle 0_{1,1}={\begin{bmatrix}0\end{bmatrix}},\ 0_{2,2}={\begin{bmatrix}0&0\\0&0\end{bmatrix}},\ 0_{2,3}={\begin{bmatrix}0&0&0\\0&0&0\end{bmatrix}},\ }
Egy m×n mátrix és egy {\displaystyle K\,} gyűrű {\displaystyle K_{m,n}\,} modulust formál. A nullmátrix {\displaystyle 0_{K_{m,n}}\,} egy mátrix {\displaystyle K_{m,n}\,}-ben, aminek minden eleme {\displaystyle 0_{K}\,} ahol {\displaystyle 0_{K}\,} jelöli {\displaystyle K\,}, additív neutrális elemét.
{\displaystyle 0_{K_{m,n}}={\begin{bmatrix}0_{K}&0_{K}&\cdots &0_{K}\\0_{K}&0_{K}&\cdots &0_{K}\\\vdots &\vdots &&\vdots \\0_{K}&0_{K}&\cdots &0_{K}\end{bmatrix}}}
Ez a nullmátrix az additív neutrális elem a {\displaystyle K_{m,n}\,} modulusban, vagyis minden {\displaystyle A\in K_{m,n}\,}-re teljesül, hogy:
{\displaystyle 0_{K_{m,n}}+A=A+0_{K_{m,n}}=A}
Minden m×n-es dimenzióhoz és egy gyűrűhöz pontosan egy ilyen mátrix tartozik, ezért gyakran csak úgy hivatkoznak rá mint a nullmátrix. Általában csak 0-val jelölik mindenféle egyéb index nélkül.
A nullmátrix megfeleltethető egy lineáris transzformációnak ami minden vektorhoz a nullvektort rendeli.

## Nulltenzor
A nulltenzor egy olyan tenzor aminek minden eleme nulla. Az elsőrendő nulltenzor a nullvektor.
Tenzorok szorzásánál bármely tenzor szorozva bármely nulltenzorral nulltenzort eredményez. Nulltenzor hozzáadása nem változtat az eredeti tenzoron(tehát a nulltenzor ennek a műveletnek az additív inverze is).

## Zérusosztó
A zérusosztó egy R gyűrűben egy nemnegatív elem, a ∈ R úgy, hogy ab = 0 bármely nemnulla b ∈ R-re.

## Kapcsolat a neutrális elemmel
Az additív neutrális elem, és az abszorbáló elemek sok rendszerben megegyeznek a zéruselemmel, de ez nem szükségszerűen igaz.

## Féloldali zéruselemek
Ha csak x*z = z teljesül, de z*x = z nem feltétlenül; akkor z neve jobb(oldali) zéruselem, ha meg csak z*x = z (de x*z = z nem minden x-re), akkor a neve bal(oldali) zéruselem. Persze z akkor és csak akkor zéruselem, ha bal- és jobb oldali zéruselem is egyszerre.
Míg a zéruselem egyértelmű, addig a féloldali zéruselemek többen is lehetnek. Sőt létezik olyan művelet, mely végtelen alaphalmazának minden eleme féloldali neutrális.
Ha egy elem bal oldali zéruselem, de nem zéruselem, akkor valódi bal oldali zéruselemnek nevezzük, hasonlóan ha jobb oldali zéruselem, de nem kétoldali, akkor valódi jobb oldali zéruselemnek.
Megjegyezzük, hogy ha egy műveletre nézve van jobb oldali j és van bal oldali b zéruselem, akkor ezek szükségképp egyenlőek, és így van zéruselem, hiszen x*j = j miatt b*j = j, ugyanakkor b*x = b miatt b*j = b. Azaz b*j = j = b.
Ebből következően
- egy műveletre nézve akkor és csak akkor létezik zéruselem, ha létezik egy bal oldali és egy jobb oldali zéruselem (mert ekkor ezek szükségképp egyenlőek).
- Bármely műveletre bármely x ∈ U esetén a következő lehetőségek közül egy és csak egy teljesül:
  - x valódi bal oldali zéruselem (s ekkor nincs jobb oldali zéruselem, tehát zéruselem sincs);
  - x valódi jobb oldali zéruselem (s ekkor nincs bal oldali zéruselem, tehát zéruselem sincs);
  - x (kétoldali) zéruselem (s ekkor nincs valódi zéruselem).

## Példák
1. Az egész számok körében értelmezett legnagyobb közös osztó műveletének zéruseleme az 1.
2. Az egész számok körében értelmezett legkisebb közös többszörös műveletének zéruseleme a 0.
3. egy U halmaz hatványhalmaza felett értelmezett unió műveletének a zéruseleme maga az U; mert {\displaystyle A\subseteq U} esetén {\displaystyle A\cup U=U};
4. egy U halmaz hatványhalmaza felett értelmezett metszet műveletének a zérusneutrális eleme {\displaystyle \emptyset } üres halmaz
5. Egy U halmaz hatványhalmaza felett értelmezett szimmetrikus differencia műveletének zéruseleme az {\displaystyle \emptyset } üres halmaz;
6. a valós számok {\displaystyle \mathbb {R} } halmaza felett értelmezett összeadás műveletének nincs zéruseleme; de a szorzás műveletének van zéruseleme, a 0;
7. Olyan műveleteket sem nehéz elképzelni, melyek alaphalmazának minden eleme féloldali – vagy mind jobb oldali-, vagy mind bal oldali- – zéruselem. Legyen {\displaystyle U={a_{1},a_{2},a_{3}}} (az egyszerűség kedvéért 3 elemből áll, de hasonlóan megvalósítható akárt végtelen sok elemmel is). A következő művelettáblával defimiált két *  b  és *  j  művelet abszolúte jól definiált művelet (magyarázat a táblázatokhoz: az x elemmel jelölt sor és az y elemmel jelölt oszlop kereszteződésében álló cellába írtuk az x*y elemet):

| * b | a 1 | a 2 | a 3 |
| a 1 | a 1 | a 1 | a 1 |
| a 2 | a 2 | a 2 | a 2 |
| a 3 | a 3 | a 3 | a 3 |

| * j | a 1 | a 2 | a 3 |
| a 1 | a 1 | a 2 | a 3 |
| a 2 | a 1 | a 2 | a 3 |
| a 3 | a 1 | a 2 | a 3 |

## Általánosítás
Legyen adott egy U halmaz és egy {\displaystyle f\left(x_{1},x_{2},\cdots ,x_{n}\right):U^{n}\mapsto U} homogén n-változós művelet (n>1).
Definiáljuk az (U, f) struktúra (ez nem nevezhető grupoidnak, mert a művelet nem feltétlenül kétváltozós) y ∈ U elemhez tartozó i-edik (1 ≤ i ≤ n) transzlációját, {\displaystyle f_{y}} -t a következőképp: {\displaystyle f_{y}\left(x_{1},x_{2},\cdots ,x_{i-1},x_{i+1},\cdots ,x_{n}\right):} {\displaystyle U^{n-1}\mapsto U;} {\displaystyle \forall x_{j}\in U:f_{y}\left(x_{1},x_{2},\cdots ,x_{i-1},x_{i+1},\cdots ,x_{n}\right)=f\left(x_{1},x_{2},\cdots ,x_{i-1},y,x_{i+1},\cdots ,x_{n}\right)} (itt {\displaystyle j\in \left\{1,2,\cdots ,i-1,i+1,\cdots ,n\right\}} ). Tehát ez egy n-1-változós homogén művelet, mely úgy keletkezik, hogy f i-edik változóját rögzítjük.
Ekkor a {\displaystyle z\in U} elemet a művelet i-edik változójára nézve zéruselemnek nevezzük, ha {\displaystyle f_{z}\left({\underline {x}}\right)=z} tetszőleges {\displaystyle {\underline {x}}\in U^{n-1}} esetén.
Tehát ha az i-edik változót rögzítjük, mégpedig értéke z, akkor ez el is dönti a függvény értékét, az konstans z lesz.
Ha U minden eleme zéruselem az f i-edik változójára, az azt jelenti, hogy a függvény összes többi változója fiktív.
Az i-edik változóra nézve zéruselem fogalma a féloldali zéruselem általánosítása (egy bal oldali zéruselem egy kétváltozós művelet első változójára nézve zéruselem, míg egy jobb oldali zéruselem a másodikra nézve). A (kétoldali) zéruselem fogalmának általánosítása pedig homogén n-áris művelet esetén a minden változóra nézve zéruselem fogalma (nevezhetnénk mondjuk pán-zéruselemnek): ez olyan elem, amely tetszőleges i ∈ {1,2,…,n} esetén az f i-edik változójára nézve is zéruselem
Az i-edik változóra nézve zéruselem fogalma könnyedén általánosítható inhomogén műveletre is. A pán-zéruselem fogalmának ez esetben azonban már általában nincs értelme.